# Lippe–biesterfeldi Bernát holland herceg
Lippe–biesterfeldi Bernát holland herceg (Jéna, 1911. június 28./29. – Utrecht, 2004. december 1.), teljes neve hollandul: Bernhard Leopold Frederik Everhard Julius Coert Karel Godfried Pieter, Prins der Nederlanden, Prins van Lippe-Biesterfeld, Hollandia hercege (Princeps Consors). I. Julianna holland királynő férje, Vilmos Sándor holland király nagyapja.

## Élete
A Provinz Posenben (Poroszországban) nőtt fell. Züllichauban érettségizett 1929-ben, majd jogtudományt tanult Lausanne-ban és Berlinben. 1935-től Az I.G. Farben cégben dolgozott Párizsban.
1935-ben ismerkedett meg Julianna holland hercegnővel.
Az esküvőt Hágában, 1937. január 7-én tartották.
A második világháború alatt Londonban élt, a családja pedig Ottawában.
1944-ben a Holland Királyi Légierő (Koninklijke Luchtmacht) parancsnoka lett, 
és szeptember 5-en a Binnenlandse Strijdkrachten, röv. BS) főparancsnoka lett.

## Fordítás
- Ez a szócikk részben vagy egészben  a   Bernhard zur Lippe-Biesterfeld című német Wikipédia-szócikk fordításán alapul.  Az eredeti cikk szerkesztőit annak laptörténete sorolja fel. Ez a jelzés csupán a megfogalmazás eredetét és a szerzői jogokat jelzi, nem szolgál a cikkben szereplő információk forrásmegjelöléseként.